# Lago di Lagolo
Il lago di Lagolo è situato a 950 metri sul livello del mare, interamente nel comune di Madruzzo, in provincia di Trento. Non ha immissari ma si notano delle sorgenti sotto il livello dell'acqua, mentre ha un piccolo emissario per scaricare a valle le acque eventualmente eccedenti. Il lago nella sua parte meridionale è ricco di canneti. La sua massima profondità è di 7 metri.
In primavera il lago diventa una zona di intensa riproduzione del rospo comune.